# Museu Histórico Municipal José Chiachiri

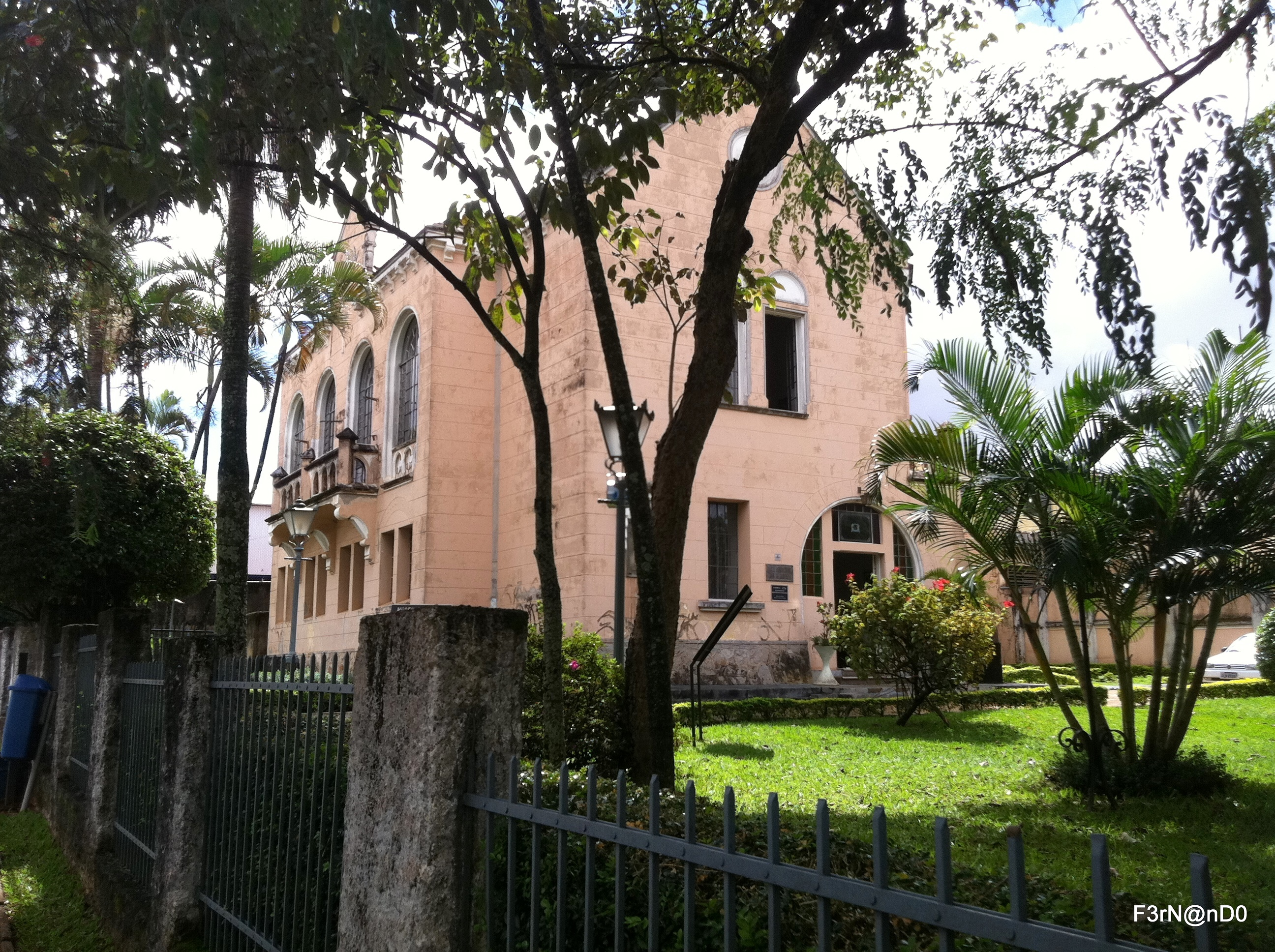
Fachada do Museu Histórico José Chiachiri, um edifício em estilo eclético, projetado pelo arquiteto francês Victor Dubugras.

O Museu Histórico Municipal José Chiachiri é um equipamento cultural subordinado à Fundação de Esporte, Arte e Cultura (FEAC) do município de Franca, no interior do estado de São Paulo, Brasil. Foi criado em 1957 por iniciativa do jornalista José Chiachiri, o museu é a instituição responsável pela guarda, preservação e divulgação do patrimônio histórico do município e região. Encontra-se sediado na antiga Cadeia Pública de Franca, um edifício em estilo eclético, projetado pelo arquiteto francês Victor Dubugras, inaugurado em 1896 e tombado pelo Condephaat em 1997.
O museu conserva um dos mais importantes acervos históricos do interior paulista, com aproximadamente 4.000 peças, relacionadas a acontecimentos e personalidades de destaque de Franca e demais cidades da região. Possui arquivo histórico e biblioteca especializada, mantém exposições temporárias e atividades educativas, culturais e comunitárias. Mantém convênios de estágio com a Faculdade de Ciências Humanas e Sociais da Universidade Estadual Paulista.

## Histórico
O Museu Histórico Municipal de Franca foi oficialmente estabelecido pela Lei Municipal nº 656 de 13 de setembro de 1957, sancionada pelo então prefeito Onofre Sebastião Gosuen, com o objetivo de garantir a preservação das evidências materiais da história de Franca e região. Não obstante, seu efetivo idealizador e fundador foi o jornalista José Chiachiri, responsável por conduzir, durante a década de 1950, uma intensa campanha de arrecadação de objetos para formar o acervo-base do futuro museu. Como resultado, diversos objetos foram doados pelo poder público e por famílias de Franca, de outras cidades do noroeste paulista e do sudoeste de Minas Gerais, viabilizando a iniciativa.
A princípio, o museu foi instalado na antiga residência do capitão Acácio Alípio Pereira, na rua Doutor Júlio Cardoso, tendo sido aberto à visitação pública no dia 9 de março de 1959. Em 1970, visando acomodar as peças em um local mais adequado, o executivo municipal transferiu o museu para sua sede atual, a antiga Cadeia Pública da cidade (edifício também já ocupado pelo fórum da cidade, pela câmara de vereadores e pela prefeitura), projetada por Victor Dubugras e inaugurada em 1896. Após o falecimento de José Chiachiri em 1972, o museu teve sua denominação alterada, por meio da publicação do decreto 3.626 de 18 de maio de 1976, passando a agregar o nome do fundador. Posteriormente, a historiadora e museóloga Margarida Borges Pansani assumiu a direção do museu, permanecendo à frente da instituição por mais de duas décadas.
Ao longo de seus mais de 50 anos, o Museu Histórico Municipal "José Chiachiri" consolidou-se como um dos mais importantes museus históricos do interior paulista, sobretudo em função da reconhecida importância de seu acervo para a história da região nordeste de São Paulo, tendo sido objeto de pesquisas realizadas por diversos níveis de especialidades em diferentes áreas do conhecimento - nomeadamente aquelas conduzidas pela comunidade acadêmica da antiga Faculdade de Filosofia, Ciências e Letras de Franca (embrião da atual Faculdade de Ciências Humanas e Sociais da Universidade Estadual Paulista).
O museu mantém exposições permanentes e itinerantes, de longa e curta duração, realiza atividades de empréstimo de peças do acervo para instituições conveniadas, visitas monitoradas para estudantes e atividades de orientação à pesquisa e seleção de material para consultas. Também organiza lançamentos de livros e ciclos de debates e palestras sobre a história da região. Conta com biblioteca especializada e com o único arquivo climatizado da região. Recebe, em média, cem visitantes por dia.
Em 2009, por ocasião das comemorações do aniversário de cinquenta anos da inauguração do museu, foram organizadas diversas atividades, em parceria com a Associação Paulo Duarte, destacando-se a exposição retrospectiva Retratando nossa história: uma apresentação do passado no presente e uma série de ações educativas com o tema Redescobrindo um acervo eclético.

## Edifício
Desde 1970, o Museu Histórico Municipal "José Chiachiri" encontra-se sediado no edifício da antiga Cadeia Pública, inaugurado em 1896, situado na rua Campos Salles, na esquina com a rua General Carneiro, no centro de Franca. Seu projeto, em estilo eclético, com fortes reminiscências da arquitetura neo-romântica, foi elaborado pelo arquiteto francês Victor Dubugras.
O edifício abrigou a Cadeia Pública e o Fórum francano até o ano de 1913, quando passou a ser utilizado como sede da Prefeitura Municipal, sob a denominação de Paço Municipal "Rui Barbosa". Posteriormente, serviu também de sede à Câmara de Vereadores. Em 11 de agosto de 1997, por meio do Decreto 7.420, o edifício foi tombado pelo Condephaat.

## Acervo
O Museu Histórico Municipal "José Chiachiri" conserva um acervo de aproximadamente 4.000 peças, de tipologias, procedências e épocas variadas. Trata-se de uma coleção de referência no que tange à história do noroeste paulista e encontra-se entre os mais importantes acervos históricos do interior de São Paulo.
O acervo é particularmente relevante no que se refere a objetos (documentos, manuscritos, fotografias, mobiliário, armas, indumentária, etc.) relativos ao povoamento, cotidiano e atividades econômicas da região antigamente denominada Sertão do Capim Mimoso, isso é, a área compreendida entre os rios Pardo e Sapucaí, em meio ao Caminho de Goiás, que hoje abrange o município de Franca e as cidades vizinhas do noroeste paulista e sudoeste mineiro. Igualmente rico é o núcleo de objetos de personalidades de destaque na região, sobretudo aquelas que viveram durante a primeira metade do século XX, e a hemeroteca, com coleções completas dos jornais que circularam em Franca entre 1881 e 1995.
Outro núcleo de destaque do museu refere-se à participação dos cerca de 700 voluntários francanos na Revolução Constitucionalista de 1932, documentada por meio de objetos como capacetes, uniformes, bombas, granadas, fotografias e documentos pertencentes aos combatentes. O museu também possui uma coleção de instrumentos musicais e objetos correlatos, (violinos, bandolins, trombones, acordeões, gramofones, vitrolas, discos de vinil, gravadores e equipamentos da Rádio Hertz, etc.), peças de porcelana, desenhos folclóricos, coleção filatélica, objetos geológicos e mineralógicos, peças de taxidermia, artefatos arqueológicos, etnográficos e etnológicos.
O arquivo do museu, aberto ao público, compreende fontes manuscritas e impressas da Câmara Municipal e da Prefeitura de Franca. A biblioteca é especializada em história regional e mantém mais de 2.000 títulos de livros, 576 volumes de periódicos e 894 exemplares de manuscritos.